# Halsey (Oregón)
Halsey es una ciudad ubicada en el condado de Linn en el estado estadounidense de Oregón. En el año 2000 tenía una población de 724 habitantes y una densidad poblacional de 517.7 personas por km².

## Geografía
Halsey se encuentra ubicada en las coordenadas 44°23′4″N 123°6′37″O / 44.38444, -123.11028.

## Demografía
Según la Oficina del Censo en 2000 los ingresos medios por hogar en la localidad eran de $45,909 y los ingresos medios por familia eran $46,477. Los hombres tenían unos ingresos medios de $32,202 frente a los $18,750 para las mujeres. La renta per cápita para la localidad era de $16,933. Alrededor del 4.6% de la población estaban por debajo del umbral de pobreza.